# Nauru Airlines
A Our Airline (em português: Nossa Linha Aérea) é a companhia aérea nacional da menor república do mundo, Nauru. A companhia aérea sucessora da Air Nauru foi criada para fazer um meio de transporte rápido com os demais países vizinhos, já que a economia do país estava a crescer. Atualmente, apresenta-se intitulada como Nauru Airlines.
Antes, quando a ex Air Nauru possuía uma frota considerável, havia voos para quase todas as ilhas do Pacífico e para algumas cidades asiáticas e australianas.
A Our Airline, em 29 de abril de 2009, assumiu o único avião Norfolk Air e seus serviços. Em 1º de outubro de 2009, com o apoio da empresa Air Kiribati, expande seus destinos à Quiribáti e Fiji.
Administra serviços regulares internacionais entre as cidades de Brisbane, Newcastle, Sydney, Melbourne (Austrália), Honiara (Is. Salomão), Iarém (Nauru), Taraua (Quiribáti), Nadi (Fiji) e Kingston  (Norfolque). A Our Airline opera as linhas entre Brisbane, Honiara, Iarém e Taraua; pela Norfolk Air opera os voos entre a Ilha Norfolque às demais cidades australianas; e a linha Taraua e Nadi é operada pela Air Kiribati.
Suas principais bases são o Aeroporto Internacional de Nauru, no Distrito de Iarém, e o Aeroporto Internacional de Brisbane, em Brisbane (Queenslândia, Austrália).

## Cronologia Histórica
- 1968 – Após a independência da Austrália, da Nova Zelândia e do Reino Unido, Nauru precisava estabelecer um transporte aéreo para transportar pessoas e mercadorias de forma rápida, confortável e segura;
- 1969 – Os governos de Austrália e Nauru fazem acordo para ter uma rota aérea entre as duas nações;
- 1970 – No dia 14 de fevereiro forma-se o grupo d’Air Nauru, um avião Dassault Falcon 20 é fretado aos serviços da recém formada companhia aérea nauruana;
- 1971 – Os serviços aéreos entre Austrália e Nauru se tornam regulares;
- 1976 – Até 16 de junho, a frota já enumerava quatro aviões. Até o final da década de 70, a frota foi reorganizada só com Boeings;
- 1983 – Obteve a frota máxima, composta por sete Boeings: dois 727-100 e cinco 737-200. A empresa obteve também seus melhores índices económicos, financeiros e de desenvolvimento;
- 1988 – Três dos Boeings 737-200 com o restante dos 727-100 são fretados à Trans Australia Airlines;
- 1993 – A República de Nauru enfrenta sérias crises económicas, a Air Nauru substitui seus 737-400 por 737-300, mas logo os vende, porém deixou apenas um para serviços aéreos;
- 1996 – No mês de janeiro, seu único avião foi operada pela Corporação Aérea de Nauru e então todos os seus serviços foram administrados com auxílio do governo nauruano;
- 1998 – A Air Nauru ficou sob controle da Autoridade da Aviação Civil da Austrália;
- 2002 – A companhia aérea Air Nauru obteve uma divida de cerca de € 6,7 milhões, a empresa estava falida;
- 2005 – Um Boeing 737-400 da Norfolk Jet Express é liquidado à Air Nauru, porém como estava em débito com o Export-Import Bank, perde esta última aeronave disponível;
- 2006 – Com um acordo económico com Taiwan, em 4 de setembro, teve investimento para resgatar um Boeing 737-300 e para melhor ainda mais o desempenho do grupo, ressurge a actual Our Airline, tendo apenas uma linha de voo entre Brisbane (Austrália) e Nauru, com uma escala em Honiara (Is. Salomão) e uma extensão à Taraua (Quiribáti);
- 2007 – Em 26 de novembro, é criado o website d’Our Airline: ourairline.com.au. Futuros serviços entre Nauru e Fiji são planejados;
- 2008 – É suspensa a extensão para Taraua;
- 2009 – No dia 29 de Abril, assume da Norfolk Air um novo Boeing 737-300 e todos os seus serviços. As operações à Taraua são retomadas. Em 1º de outubro, uni-se com a Air Kiribati para ampliar os voos de Nauru à Quribáti e Fiji.

## Da Air Nauru à Our Airline

### Nasce Air Nauru
Após ter tornado-se independente da Austrália, da Nova Zelândia e do Reino Unido, em 1968, o recém formado país insular, Nauru, estava isolada em termos de transporte para interligação internacional. O primeiro presidente, Hammer DeRoburt, precisava de um meio para transportar pessoas, mercadorias e cargas de forma rápida e segura. Em 1969, o Governo de Nauru faz acordos com o Governo Australiano para haver uma rota aérea entre a pequena república e Brisbane. A rota é então criada com duas escala, uma em Honiara e outra em Numeá. Mas foi em meados de 1969 e 1970, que o Governo Nauruano decide criar então, uma companhia aérea nacional. A Air Nauru foi enfim idealizada.

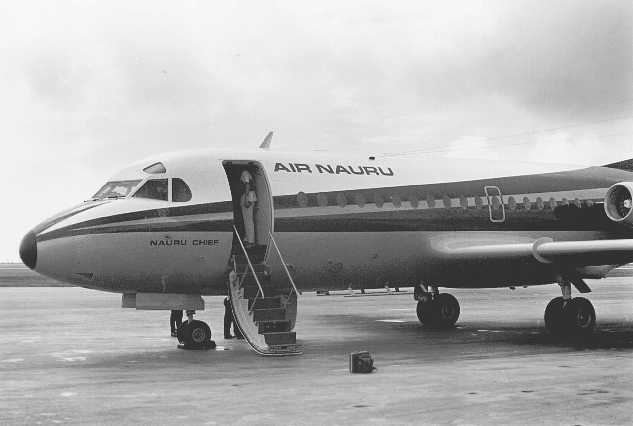
Fokker F-28 dAir Nauru, avião que iniciou os serviços regulares entre Nauru e Austrália.

A Air Nauru foi criada e iniciou suas operações em 14 de fevereiro de 1970 com um serviço experimental entre Nauru e Brisbane, utilizando um Dassault Falcon 20 (registrado como VH-BIZ). Em 1971, serviços regulares foram iniciados com uma aeronave Fokker F-28 (C2-RN1). Posteriormente uma segunda aeronave, C2-RN2, foi colocada também em serviço. Um Boeing 737-200 (C2-RN3) foi acrescentado à frota aérea em 1975 e mais um Boeing 727-100 (C2-RN4) entrou serviço em 16 de junho de 1976.
Mais tarde, no final da década de 1970, a Air Nauru troca e reorganiza sua frota, um dos seus principais clientes é a Air Niugini, empresa aérea de Papua-Nova Guiné. Em 1983, a frota é numerada com sete Boeings: dois 727-100 (C2-RN4 e C2-RN7) e cinco 737-200 (C2-RN3, C2-RN5, C2-RN6, C2-RN8 e C2-RN9), fora esta a frota máxima. Uma vez que toda a população de Nauru nesta altura era cerca de 8 mil habitantes, a companhia aérea estava na extraordinária posição de ter capacidade de atender um número de passageiros igual a 10% da população nauruana.

### Tempos difíceis
Ao passar dos anos, a Air Nauru teve também uma má reputação por cancelar viagens, atrasá-las ou lotá-las demais.
Com uma frota considerável de aviões, a companhia aérea fez contratos para aluga-los e até vende-los. Cinco anos mais tarde, em 1988, três dos Boeings 737-200 com o restante dos 727-100 são fretados à « Trans Australia Airlines ».  Neste momento a companhia aérea foi gravemente afectada por uma disputa industrial com seus pilotos e estava a operar sem horários definidos, esta situação durou vários meses.
Em 1993, todos os 737-200 foram substituídos por Boeings 737-400, mas logo depois foram vendidos, porém, apenas um Boeing, o C2-RN3, ficou a disposição para os serviços aéreos. A Air Nauru, até agora, tem apenas uma operação de voo única com o seu C2-RN3.
Em Julho de 1996, foi operada pela « Corporação Aérea de Nauru (NAC – Nauru Air Corporation) » e então todos os seus serviços foram administrados com auxílio do Governo Nauruano.
Em 1998, a Air Nauru ficou sob o controle regulamentar da « Autoridade da Aviação Civil da Austrália (Civil Aviation Authority of Australia) », e desde então, opera o transporte aéreo entre Brisbane e Nauru. Sua última aeronave (C2-RN3) foi titulada ao « Certificado Australiano do Operador Aéreo (AOC – Australian Air Operator's Certificate) ».
No final da década de 1990, Nauru está a passar por problemas económicos, isto causou a companhia a perda de grandes quantidades de dinheiro e, em algumas ocasiões, tornou-se insolvente. Por causa de preocupações levantadas pelo hub do Aeroporto de Brisbane sobre a navegabilidade de suas operações, fez com que Air Nauru suspendesse suas operações por breves períodos.
A Air Nauru estava a estagnar-se e para não falir faz então acordos com a empresa americana, a « General Electric Capital Corporation », para obter créditos e recursos. Mas o acordo fracassou, e os membros da « General Electric Capital Corporation » voltaram-se contra a companhia, apreendendo grandes partes do capital da Air Nauru.
Desde 2002, a companhia aérea estava em litígio com o « Export-Import Bank (Ex-Im Bank) », com uma dívida estimada em US$ 10 milhões (cerca de € 6,7 milhões).
Em 7 de junho de 2005, três dias depois do fim da Norfolk Jet Express, o secretário administrativo da Ilha Norfolque, Pedro Maywald, liquida o VH-RON (um Boeing 373-400 da Norfolk Jet Express) à Air Nauru.
Em dezembro de 2005, o Tribunal Superior Australiano confirmou uma decisão anterior de permitir ao Ex-Im Bank quitar a única aeronave, o VH-RON d’Air Nauru, deixando as nações insulares de Quiribáti e Nauru sem serviços aéreos. Dois dias depois, em 18 de dezembro, o avião foi apreendido pelos credores no Aeroporto de Melbourne.

### Ressurge a Our Airline
Com o resultado do apoio financeiro de Taiwan, a Air Nauru conseguiu resgatar, em Junho de 2006, um Boeing 737-300. Surge então, no dia 4 de setembro de 2006, uma nova empresa aérea nauruana, conhecida como Our Airline (em português « Nossa Linha Aérea »), com o slogan: « Let our airline be your airline. » (« Deixe nossa linha aérea ser tua linha aérea »).  Retomado voos entre o Aeroporto Internacional de Brisbane (Austrália)  e o Aeroporto Internacional de Nauru, entre o trajeto faz uma escala no Aeroporto de Honiara (Ilhas Salomão). Uma vez por semana havia extensão à Taraua que viera a ser suspensa em 2007.
Em março de 2007, a Our Airline havia 144 empregados registrados e em 26 de novembro de 2007, é criado o website oficial d’Our Airline, onde se pode fazer on-line a reserva dos bilhetes aéreos.
Em 29 de abril de 2009, Jeff Murdoch, director executivo da Norfolk Air, anunciou que a Our Airline assumirá todos os serviços da empresa aérea norfolkina (inclusive o Boeing 737-300) que, até então, eram administrados pela companhia aérea australiana Ozjet Airlines. O presidente da Ozjet Airlines havia tomado a decisão de encerrar os serviços de fretamento. Por este motivo, o Boeing da Norfolk Air também é, tecnicamente, d’Our Airline.
No dia 24 de setembro de 2009, a companhia aérea nauruana inaugura uma nova linha para Taraua. Em 1º de outubro de 2009, com o apoio da empresa Air Kiribati, anuncia novos voos de Nauru para Quiribáti e Fiji.

## Frota

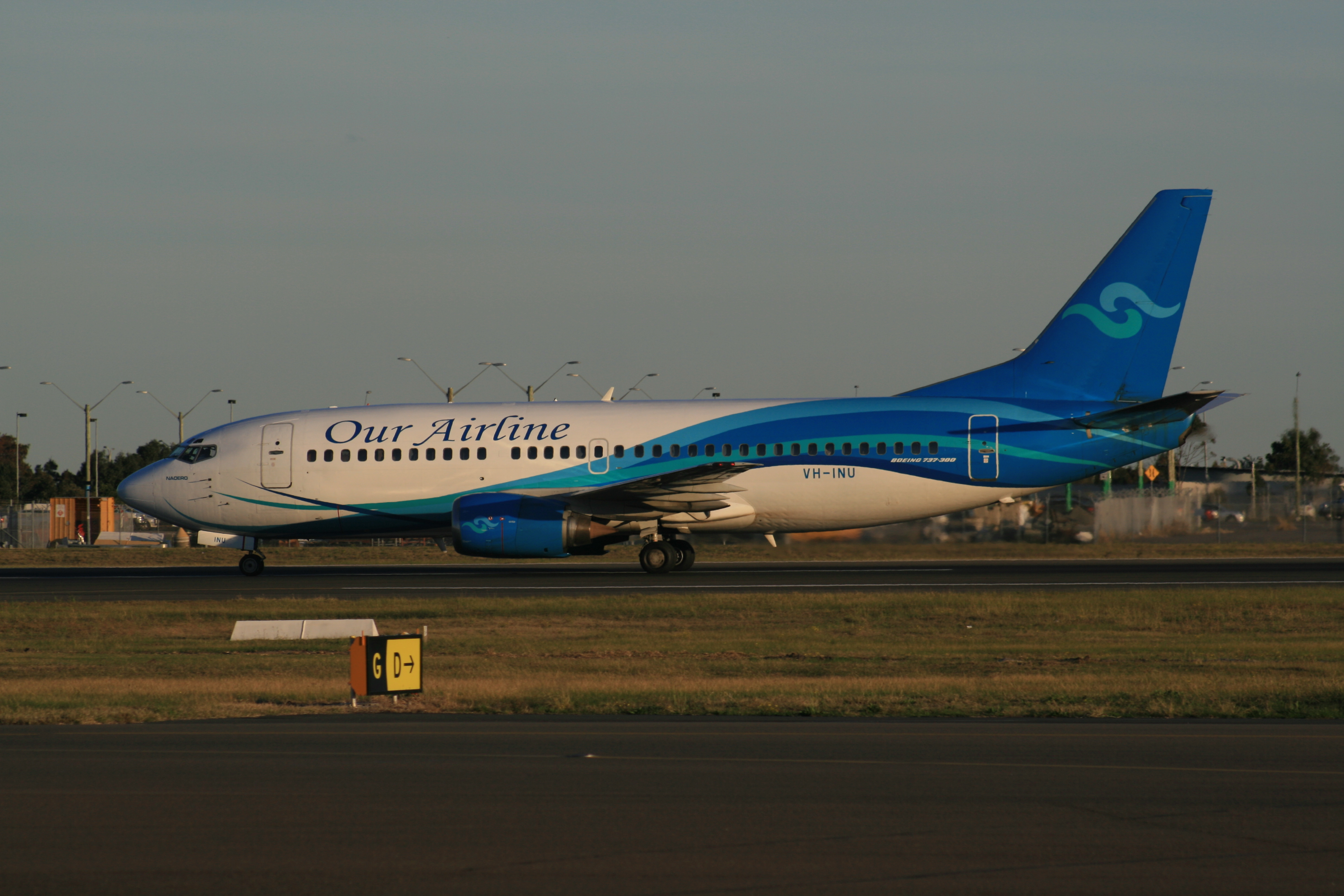
Boeing 737-3Y0.

A companhia aérea nauruana administra dois Boeings 737-300.
| Aeronave       | Registro | Poltronas | Notas                                                          |
| -------------- | -------- | --------- | -------------------------------------------------------------- |
| Boeing 737-300 | VH-INU   | 130       | O serviço de Taraua à Nadi é operado com apoio da Air Kiribati |
| Boeing 737-300 | VH-NKL   | 126       | Boeing da Norfolk Air operado e administrado pela Our Airline  |